# Wiching
Wiching (zm. 12 września 912) – niemiecki duchowny, biskup nitrzański i pasawski.
Wychowanek benedyktyńskiego klasztoru Reichenau, gdzie złożył śluby mnisie. Około 873/874 roku przybył na dwór księcia wielkomorawskiego Świętopełka, zostając jednym z trzech sufraganów Metodego, wraz z którym w 880 roku złożył wizytę w Rzymie. Po powrocie na Morawy posługując się podrobionym pełnomocnictwem papieskim prowadził w porozumieniu z królem wschodniofrankijskim Arnulfem i duchowieństwem bawarskim kampanię przeciwko obrządkowi słowiańskiemu. W 880 roku został mianowany biskupem Nitry, gdzie zorganizował własną drużynę złożoną z rycerstwa niemieckiego.
Po wyjściu na jaw fałszerstwa papieskich dokumentów ekskomunikowany przez Metodego, udał się na dwór papieża Stefana V, gdzie oskarżając swojego przeciwnika o nieposłuszeństwo Stolicy Apostolskiej i herezję zdołał uzyskać ułaskawienie. Powrócił na Morawy krótko przed śmiercią Metodego w 885 roku. Zablokował sukcesję Gorazda na tron biskupi w Pasawie, a następnie doprowadził do wypędzenia większości duchowieństwa opowiadającego za obrządkiem słowiańskim. Po klęsce Arnulfa w starciu z wojskami wielkomorawskimi w 893 roku wypędzony ze stolicy biskupiej w Nitrze. Udał się wówczas na dwór bawarski, gdzie został kanclerzem Arnulfa, zaś w 896 roku przydzielono mu jako beneficjum opactwo Mondsee w Marchii Wschodniej.
Po śmierci biskupa Engelmara został 13 grudnia 899 roku desygnowany na biskupa pasawskiego, nie zdołał jednak objąć urzędu z powodu sprzeciwu episkopatu bawarskiego i ostatecznie wycofał się z życia publicznego.